# Tweed Shire
Koordinaten: 28° 20′ S, 153° 24′ O

Tweed Shire ist ein lokales Verwaltungsgebiet (LGA) im australischen Bundesstaat New South Wales. Das Gebiet ist 1.307,7 km² groß und hat etwa 98.000 Einwohner.

## Geografie
Tweed liegt im äußersten Nordosten des Staates an der Pazifikküste und der Grenze zu Queensland etwa 130 km südöstlich der Metropole Brisbane und 820 km nordöstlich von Sydney. Das Gebiet umfasst 91 Ortsteile und Ortschaften: Back Creek, Banora Point, Bilambil, Bilambil Heights, Bogangar, Bray Park, Brays Creek, Bungalora, Burringbar, Upper Burringbar, Byangum, Byrrill Creek, Cabarita Beach, Carool, Casuarina, Cedar Creek, Chillingham, Chinderah, Chowan Creek, Clothiers Creek, Cobaki, Cobaki Lakes, Commissioners Creek, Condong, Crabbes Creek, Crystal Creek, Upper Crystal Creek, Cudgen, Cudgera Creek, Doon Doon, Dulguigan, Dum Dum, Dunbible, Dungay, Duranbah, Duroby, Upper Duroby, Eungella, Eviron, Farrants Hill, Fernvale, Fingal Head, Glengarrie, Hastings Point, Hopkins Creek, Kielvale, Kings Forest, Kingscliff, Kunghur, Kunghur Creek, Kynnumboon, Limpinwood, Mebbin, Midginbil, Mooball, Mount Burrell, Mount Warning, Murwillumbah, South Murwillumbah, Nobbys Creek, North Arm, Numinbah, Nunderi, Palmvale, Piggabeen, Pottsville, Pumpenbil, Reserve Creek, Round Mountain, Rowlands Creek, Sleepy Hollow, Smiths Creek, Stokers Siding, Stotts Creek, Tanglewood, Terragon, Terranora, Tomewin, Tumbulgum, North Tumbulgum, Tweed Heads, Tweed Heads South, Tweed Heads West, Tyalgum, Tyalgum Creek, Tygalgah, Uki, Urliup, Wardrop Valley, Zara und Teile von Wooyung. Der Sitz des Shire Councils befindet sich in der Stadt Murwillumbah im Zentrum der LGA, wo etwa 9.800 Einwohner leben.

## Geschichte
Um 1770 segelte James Cook vor der Küste des Tweed Shire und benannte unter anderem den Mount Warning als markanten Punkt. 1823 landete der Forscher John Oxley an der Mündung des Tweed River. Den Fluss benannte er nach dem gleichnamigen Grenzfluss zwischen England und Schottland.
Fünf Jahre später erforschte Captain Rous den Verlauf des Tweed River und bei Point Danger wurde kurze Zeit ein Außenwachposten der Strafkolonie in Moreton Bay eingerichtet.
Ab 1844 kamen Holzfäller in die Region und es entstanden erste Siedlungen. 1866 kam der erste Zuckerbauer in das Gebiet und acht Jahre später begann die erste Zuckermühle in Tumbulgum ihre Produktion. Ab 1870 weitete die Colonial Sugar Refining Co. den Anbau aus.
Murwillumbah entstand 1872 und erhielt 1894 Eisenbahnanschluss an Lismore im Süden. Am 27. Mai 1902 wurde die Municipality of Murwillumbah als Verwaltungsgebiet gegründet. Tweed Heads wurde 1886 verzeichnet und erhielt 1903 Zugang zum Bahnnetz. Am 7. März 1906 wurde das Shire of Tweed gegründet.
Ab 1909 wurden in der Region Bananen angebaut und wenig später begann der Tourismus mit der Gründung eines Surf Clubs. Nach dem Zweiten Weltkrieg nahm die Bedeutung als Urlaubsziel zu.
Das Tweed Shire entstand am 1. Januar 1947 aus der Zusammenlegung der Municipality of Murwillumbah und dem Shire of Tweed.

## Verwaltung
Der Tweed Shire Council hat sieben Mitglieder, die von allen Bewohnern der LGA gewählt werden. Tweed ist nicht in Bezirke untergliedert. Aus dem Kreis der Councillor rekrutierte sich auch der Mayor (Bürgermeister) des Councils.
Der erste Council des Tweed Shire 1947 hatte zwölf Mitglieder. Bis 1994 wurde dies beibehalten, bei der Wahl im Jahr darauf fiel ein Platz weg. Bis Mai 2005 gab es elf Councillor, dann wurde das Gremium von der Staatsregierung wegen Korruptionsvorwürfen aufgelöst. Drei Administratoren wurden zur Führung der Geschäfte bis zu den nächsten Wahlen im September 2008 eingesetzt. Danach wurde die Zahl der Councillor um vier verringert.
Die reguläre Wahl 2016 musste für ungültig erklärt werden, weil einer der Kandidaten zwischen der offiziellen Nominierung und dem Wahltag verstorben war. Dieser Fall war einmalig im Bundesstaat New South Wales. Die neue Wahl fand sieben Wochen später statt.

## Wirtschaft
Hauptindustrie des Shires ist der Tourismus. Neben den Sandstränden am Pazifik sind die Hügellandschaft entlang des Tweed-Tals und der Mount Warning Ausflugsziele. Die Region ist Teil von „Australiens grünem Kessel“.
Eine große Rolle spielt auch Landwirtschaft und Viehzucht. Zuckerrohr ist ein Hauptanbauprodukt, auch touristisch bekannt ist die Zuckermühle in Condong. Daneben werden Bananen, Avocados, Süßkartoffeln und weitere Gemüsesorten für den Markt in Brisbane produziert. Auch kommerzieller Fischfang wird in den Gewässern vor der Küste betrieben.

## Besonderes
Nordwestlich des Ortes Murwillumbah liegt auf einer alten Farm das Dschungel-Camp von RTL. Das Gelände auf einer Farm wurde zu einer Dschungelkulisse umgebaut und auch die Tiere wurden eigens dort hingebracht. Der Drehort, der nur etwa 30 km entfernt ist von Queenslands Gold Coast, diente auch als Schauplatz für das englische Original der Reality-Show.